# 黒船祭

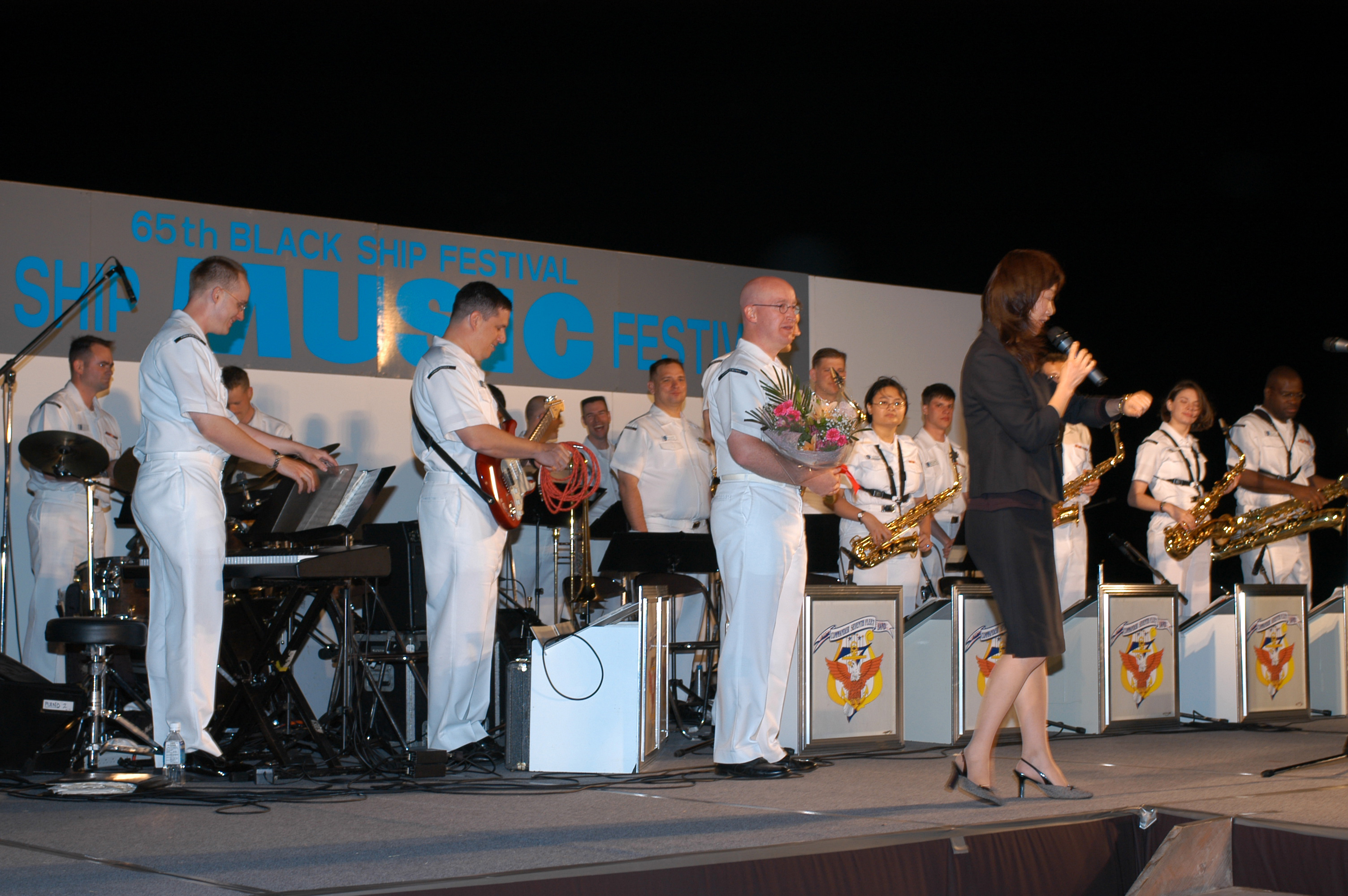
2004年

黒船祭（くろふねさい）は、静岡県下田市で5月第3金曜日から日曜日にかけて3日間の日程で開催される祭である。

## 概要
下田開港に尽くした内外の先賢の偉業を顕彰し、世界平和と国際親善に寄与する目的で開催されている。
当初は、日米露などの先賢を顕彰していたが、現在では、ペリー提督とハリス総領事など米国先賢のみが顕彰の対象となっている。日米親善を最大の特色とし、例年、駐日米国大使をはじめ米海軍や自衛隊の派遣艦・音楽隊・カラーガードなどが参加している。
主催は「黒船祭執行会」。下田市（市長）、下田市議会（議長）、静岡県賀茂地域局（局長）、下田市観光協会（会長）、下田商工会議所（会頭）、下田警察署（署長）、下田海上保安部（部長）のトップ７人で構成されており、会長は下田市長がつとめる。祭典・行事の計画・立案および執行、これに伴う関係機関との協議および調整、資金調達、祭典開催中の警備・警護などを担っている。下田市観光交流課内に事務局が置かれている。

## 主な催し・式典
- 黒船将兵墓前祭：黒船祭初日に、下田港開港に伴いアメリカ総領事館が置かれた市内柿崎の玉泉寺において、米海軍主催のもと、同寺境内に葬られているペリー艦隊の乗組員5名の墓所前で執り行われる。
- 海上花火大会：黒船祭初日に、下田港内で花火を打ち上げる。
- 公式パレード：市内中心部にて、米軍や自衛隊の音楽隊、アメリカンスクールのドリルチーム、市内の中高の吹奏楽部やアマチュア吹奏楽団、駐日米国大使・県知事・市長等を乗せたオープンカーなどが列を連ねてパレードを行う。
- 記念式典：稲生沢川河口付近に建つペリー上陸記念碑と、この近くにある下田公園内の開国記念碑に、それぞれ花輪を献花。
- 再現劇「下田条約調印」：市内三丁目の了仙寺において下田条約を調印した史実に基づき、条約調印の一部始終をコミカルに描いた劇を上演。
- サンセットコンサート：2日目の夕刻より、下田市民文化会館を会場に、米軍や自衛隊の音楽隊によるコンサートを開催。入場無料だが、2022年（令和4年）は2019新型コロナウイルスの感染拡大防止の観点から先着順の事前予約制にて入場申し込みを受け付けた。
- 開国市：市内の商工関係者を中心とする商店街開国市実行委員会が主催する、公式行事以外では最大規模の催しで、歩行者天国や露店広場を中心に大道芸やストリートライブが繰り広げられる他、全国各地から集まったゆるキャラが参加したり武士・町娘・軍人などの衣装を身にまとっての仮装行列が行われている。2020年（令和2年）は、後述のとおり当時の市長への不信感を募らせた実行委員会がボイコットを決定するも、2019新型コロナウイルス蔓延の影響により黒船祭自体が中止となった。
- その他：海上自衛隊の護衛艦や海上保安庁の巡視艇の一般公開、米海軍艦艇の洋上見学、和服試着コーナー、シーカヤック体験試乗会、ソフトボールや綱引きなどで雌雄を決する日米親善スポーツ大会、サーフィン・ビーチバレー・弓道・ゴルフなどの各種スポーツ大会、囲碁・将棋の大会、絵画展など、期間中およびその前後に大小さまざまな催しが実施されている。

## 歴史

### 前史
明治以降、開国に貢献した先賢の偉業を顕彰し慰霊した記録がいくつか残っている。
- 1908年（明治41年）：10月31日、開港50周年記念として玉泉寺境内に葬られているペリー艦隊の乗組員5名とロシア軍艦ディアナ号の乗組員3名の慰霊祭を執り行った。
- 1925年（大正14年）：4月16日、開港70周年にあたるこの年、当時の駐日米国大使エドガー・バンクロフトがハリスゆかりの場所を訪ねるべく、下田を訪問。当日は地元町民から昼夜を問わず熱烈な歓迎を受け、玉泉寺にペリー艦隊の乗組員5名が手厚く葬られていることに感銘を受けた、と述懐している。この訪問はアメリカのジャーナリストのパーシー・ノエルの仲介により実現したものとされる。ノエルは雑誌「黒船」に村松春水が寄稿した唐人お吉に関する研究論文をきっかけにお吉に心酔し、自らもお吉に関する物語を執筆。これを台本として山田耕筰が歌劇「黒船」を作曲している。
- 1927年（昭和2年）：10月1日、玉泉寺にてハリス上陸記念碑の除幕式を挙行。この碑は1925年に玉泉寺を訪れたアメリカの実業家ヘンリー・ウォルフが建立を発案、前述のエドガー・バンクロフトを通じて渋沢栄一に協力を依頼。渋沢はこの申し出を受けて記念碑の設計や資金集めに尽力した。

### 「黒船祭」として開催
- 1934年（昭和9年）：日米和親条約による下田港開港80周年にあたるこの年、第1回が開催された。当時の下田町では町の振興施策として水産業と観光業に注力することとし、前者に関しては漁協が、後者に関しては町役場と下田保勝会（現在の下田市観光協会）がそれぞれ前面に立って施策を推し進めていくこととなった。折りしもその頃東京音頭が流行していたことに触発され、あわせて前年に神戸で開催された「みなとの祭」を念頭に、「何か一つ、ぱぁっとやらなければ駄目だな」との思いで発案。精力的な資金調達により東京湾汽船（現・東海汽船）、東海自動車、河津川水力電気（現・東京電力の前身のひとつ）など地元の有力企業を筆頭に各方面から多額の寄付を集めた一方、祭典の構想を練っていくうちに規模が次第に拡大し、町役場だけでは手に負えない状態にまでなったことから、静岡県に対し県にも祭典に関与してもらうよう要請。また、東京湾汽船の好意により東京の本社建物の一角を間借りして仮事務所を置き、ここを拠点として中央官庁との交渉に臨み、日米協会や外務省を通じて駐日米国大使の招聘を要請、また海軍省を通じて米国大使等来賓の送迎を目的に艦艇の派遣を要請するなど、各団体・企業や官庁などからの協力も取り付けた。祭典をより意義深いものとすべく開港先賢慰霊祭を行事の中心に据え、期間も2週間にわたる長丁場で開催された。

期間:4月20日～5月3日
総裁:静岡県知事 田中広太郎
会長:下田町長 鈴木寅之助
主な来賓:ジョセフ・グルー米国大使夫妻、野村吉三郎海軍大将[1]、出渕勝次元駐米日本大使[2]、樺山愛輔日米協会会長、他。駆逐艦「島風」にて下田入りした。
式典会場:下田小学校
主な行事
  - 開港先賢慰霊祭：4月22日
  - 黒船音頭（作詞：西條八十、作曲：中山晋平）[3][4]発表披露会：4月22日
  - お吉デー：4月24日～27日
  - 郷土芸術の夕べ：4月24日～27日
  - 開港仮装提灯行列：4月29日
  - 開港記念展覧会（会場：了仙寺ならびに玉泉寺）
    - 唐人お吉室（お吉ゆかりの品の展示）
    - 考古室（伊豆における出土品・土俗品の展示）
    - 蓮杖室（下岡蓮杖ゆかりの品の展示）
    - 写真展覧会

  - 連日花火打ち上げ
  - 黒船に艤装した遊覧船による下田港内・神子元島・石廊崎方面への周航
  - 武山展望台

- 1939年（昭和14年）：第6回。米重巡洋艦「アストリア」乗組員のうち80余名が特別参加、玉泉寺での墓前祭に列席。アストリアは、同年2月にアメリカで客死した前の駐米大使・斎藤博の遺骨を送り届けるために来日していた。
- 1941年（昭和16年）～1946年（昭和21年）：太平洋戦争の影響により中断。
- 1947年（昭和22年）：通算第8回として復活したが、GHQの指導により日本国旗の掲揚が禁じられるなど種々の制約を課せられた中での開催となった。
- 1948年（昭和23年）：第9回。日本国旗の掲揚が解禁された。
- 1950年（昭和25年）の第11回と翌1951年（昭和26年）の第12回は、横須賀市で開催されている。
- 1953年（昭和28年）：第14回。開国100周年にあたるこの年、下田公園内に建造された「開国記念碑」を除幕。
- 1958年（昭和33年）：第19回。5月17日に開催の式典の席上において、下田町とペリーの出身地であるアメリカ・ロードアイランド州ニューポート市との姉妹都市提携成立を宣言。
- 1962年（昭和37年）：第23回。ニューポート市から派遣された代表団が初参加。
- 1967年（昭和42年）：第28回。この年より再現劇「下田条約調印」の上演が始まる。
- 1974年（昭和49年）：5月16～18日に第35回として開催が予定されていたが、同月9日に発生した伊豆半島沖地震の影響により中止。
- 1975年（昭和50年）：第36回。当時のニューポート市長ハンフリー・J・ドネリー夫妻が参加。ニューポート市長の訪問は初めて。
- 1980年（昭和55年）：第41回。5月12日から18日にかけて1週間にわたって開催された。また、会期中の式典において、前年6月27日にジミー・カーター米大統領が下田に来訪したことを後世に伝えるべく下田公園内に建造された記念碑の除幕式を挙行した。
- 1984年（昭和59年）：日米和親条約締結130周年。この年より、ニューポート市でも「黒船祭」と称して催事を開始。下田市からも友好使節団が派遣されている。
- 1989年（平成元年）：第50回の節目を迎え、記念誌が発刊された。
- 1995年（平成7年）：第56回。5月17日に稲生沢川河口近くの大川端にて開催の黒船祭国際交流フェアの中で、テレビ東京「開運！なんでも鑑定団」の「出張！なんでも鑑定団」コーナー公開収録が行われた。この模様は7月4日放送の同番組内で放映された。
- 2005年（平成17年）：第66回。ペリーの子孫が初参加。参加者の顔ぶれはペリーから数えて6、7代目の直系子孫とその家族の計24名[5]。
- 2006年（平成18年）：第67回。玉泉寺境内で開催の領事館開設150周年記念セレモニーにおいて、当時の星条旗を米国大使と下田市長で掲揚。
- 2009年（平成21年）：第70回。1998年（平成9年）の第59回を最後に途絶えていた黒船音頭の披露が11年ぶりに復活[6]。
- 2011年（平成23年）：この年に予定されていた第72回は、同年3月に発生した東日本大震災の影響に加え、例年黒船祭に参加協力している米海軍や自衛隊が東日本大震災の救援活動に専念していることに鑑み、中止[7]。代わりに市民有志により同年5月21日・22日に「東日本大震災復興支援チャリティー下田元気祭」と称したチャリティーイベントが開催された[8]。
- 2012年（平成24年）：第73回。東日本大震災の被災者支援や伊豆観光の活性化を図る目的で、静岡県との共催、観光庁の後援により開催[9]。岩手県山田町・大槌町の両町民あわせて130名を招待。記念式典の席上で「2012下田トモダチ宣言」を発表、記念碑が下田公園内に建造。
- 2015年（平成27年）：第76回。下田市PRマスコットキャラクター「ぺるりん」お披露目。
- 2017年（平成29年）：第78回。ペリーの子孫が第66回以来12年ぶりに参加。
- 2018年（平成30年）：黒船祭執行会の事務局が置かれている下田市観光交流課の職員が、前年開催時の収入金15万円を金庫から持ち出し私的に使用したことが発覚し、懲戒免職処分を受ける。また、当該職員の上司に戒告処分が下された他、当時の市長が月給の10%、同じく当時の副市長が月給の5%を、それぞれ1カ月返納した。
- 2019年（令和元年）：第80回。平成元年に発刊された第50回記念誌を継承し、さらに第50回以降の開催内容を加筆した、第80回記念誌が発刊された。
- 2020年（令和2年）：同年5月15～17日に予定されていた第81回は、2019新型コロナウイルス蔓延の影響により中止。
- 2021年（令和3年）：この年に予定されていた第82回は、例年3日間開催のところを2日間に短縮（5月15～16日）のうえ、パレードやコンサートなどの催し物を取りやめるなど規模を大幅に縮小して開催する予定であったが、県内で2019新型コロナウイルスの感染が拡大していることを受けて、静岡県が独自に設定している６段階の警戒レベルを２番目に厳しい「レベル5（特別警戒）」に引き上げたことから、開催前日の5月14日に全面中止を発表した。
- 2022年（令和4年）：3年ぶりに、第83回として開催。例年3日間開催のところを2日間に短縮（5月21～22日）のうえ、規模を縮小して実施した。
- 2023年（令和5年）：第84回。4年ぶりに、3日間の日程で開催した。
- 2024年（令和6年）：第85回。開港170周年。初の試みとしてクラウドファンディングを実施。初日に開催する海上花火の資金等に充てるべく、目標金額を250万円に設定、4月16日から5月16日までの期間で出資者を募ったが、最終的に集まった資金は26万円弱にとどまった[10]。また、この年はニューポート市長やペリーの子孫に加え、ハリスの子孫も参加した。
- 2025年（令和7年）：第86回。山口県萩市との姉妹都市提携50周年を記念し、萩市から市長を団長とする訪問団が来訪した[11]。さらに、同じく萩市から県立萩商工高校吹奏楽部と萩光塩学院吹奏楽部も来訪、パレード等に参加した[11]。一方、昨年に続いてクラウドファンディングにより資金調達を実施。目標金額を100万円に設定、4月9日から5月30日までの期間で出資者を募り、101万円あまりを集めて目標額をクリヤーした[12]。また、今回より、最終日に「閉幕式」を行った[13]。

## 2020年（令和2年）開催予定であった第81回について
上記のとおり、2019新型コロナウイルス蔓延の影響により中止となったが、その間に日程や催事などをめぐり、以下に記す騒動があった。
2019年（令和元年）8月27日付の伊豆新聞に、福井祐輔下田市長（当時）が前日の26日に開かれた下田市議会全員協議会の席上において「来年の黒船祭の日程を11月20～22日で調整している」と報告があった、との記事が掲載された。5月中旬は全国的にもイベントが多く誘客効果が薄い・地球温暖化の影響で気温が高くなり式典やパレードの最中に体調を崩す参加者が目立ってきたこと・大型連休→黒船祭→あじさい祭（6月）と多客期が立て続けであることからイベントの分散開催を検討する中でイベント空白期の秋を選んだ、等を理由として挙げている。
その後、同年11月16日付の伊豆新聞に、現行通り5月中旬（5月15～17日）に開催するとの記事が掲載。例年黒船祭に関わり参加協力している在日米国大使館・領事館、自衛隊、海上保安庁などほとんどの関係機関・団体から了解をとりつけていたものの、米海軍の艦艇派遣の調整がつかなかったことを理由として挙げている。一方、下田商工会議所や市内の商店会などの商工関係者からは「日程変更は時期尚早」との声が上がっていたとの記述もあった。
2020年（令和2年）2月1日付の伊豆新聞に、商店街開国市実行委員会が第81回黒船祭のボイコットを決めたことが報じられた。記事によると、前年11月12日に福井祐輔下田市長と開催時期について面談した際に「『黒船祭は市主催の公式行事であり、民間はその担ぎ手ではない』との発言があった」ことに加え、前年度（2019年）に市から230万円付けられていた予算について、同じく前年11月に半額の115万円とする旨の通告を受けたものの、後日やはり前年度と同額の230万円とする旨の連絡があり、短期間で予算額が二転三転する事態となった。これにより実行委員会側は市長に対する不信感を募らせることとなり、1月30日に会合を開き出席者ほぼ全員の賛成によりボイコットを決めるに至った、とのこと。
2020年（令和2年）3月2日付の伊豆新聞の、下田市議会3月定例会一般質問に関する記事で、前述の前年11月12日に福井祐輔下田市長と開国市実行委員会が黒船祭の開催時期について面談した際の、福井市長の暴言が明らかになった。記事によると、この日、一般質問に立った議員4名中3番目に登壇した橋本智洋市議（当時）の質問の中で、当日、開国市実行委員会の役員らが市長を訪ねるなり、福井市長は「お前らは野党だろう。お前らは敵だ。2016年（平成28年）の市長選で対立候補に投票していただろう」と発言。実行委員会の役員らが持参した要望書にも目もくれず、実行委員会の役員からの「黒船祭の開催時期は民意によらずトップダウンで決めるのですか」との問いに「そうだ」とも発言していたとのこと。これに対し福井市長は答弁で「言い過ぎた」と事実を認めたとのこと。なお、後日、下田市公式サイト内の下田市議会のコンテンツにおいて公開された当日の議事録によると、「言い過ぎた」との発言の他に「（開国市の）補助金の支出や使途について杜撰に感じるところがあり、その結果がああいう物言いになったんじゃないかと思う」と釈明した記述がある。
2020年（令和2年）3月16日、2019新型コロナウイルス蔓延を受けて上述の「黒船祭執行会」において協議の結果、中止が決まった。

## 黒船祭を題材にした文学作品
- 林芙美子「下田港まで」：1934年の第1回を見に下田を訪問。祭典に沸く現地の様子などを綴った紀行文。初出は雑誌「文芸」(改造社・刊)1934年（昭和9年）6月号。その後、以下の書籍にて再録。
  - 「旅だより」：1934年（昭和9年）発行、林芙美子・著、改造社・刊
  - 林芙美子選集 第7巻「私の旅行」：1937年（昭和12年）発行、林芙美子・著、改造社・刊
  - 「私の紀行」：1939年（昭和14年）発行、林芙美子・著、新潮社・刊
  - 「林芙美子紀行集　下駄で歩いた巴里」：2003年（平成15年）発行、林芙美子・著、立松和平・編、岩波書店・刊
- 井伏鱒二「下田港の黒船祭」：1934年の第1回を見に下田を訪問。唐人お吉研究で知られる地元の郷土史家・村松春水のもとを訪ね、村松の案内でお吉の墓を訪れた他、開港記念品展覧会や仮装行列を見物したことなどを綴った紀行文。初出は雑誌「改造」(改造社・刊)1934年（昭和9年）6月号。その後、以下の書籍にて再録。
  - 「肩車」：1936年（昭和11年）発行、井伏鱒二・著、野田書房・刊[15][16]
  - 井伏鱒二全集 第9巻：1964年（昭和39年）発行、井伏鱒二・著、筑摩書房・刊[17][16]